# Vagón de apoyo bogie
Vagón de apoyo bogie  es un vagón articulado de cuatro ruedas debajo de la plataforma de carga principal. Permite que un vagón largo transporte cargas largas, pero aún tiene distancias entre ejes cortas individualmente, por lo que puede recorrer curvas cerradas. 
Un refuerzo de bogie tiene ambos bogies y cabezales. Los refuerzos son vigas de madera fijadas a lo largo de la plataforma. Por lo tanto, la plataforma no es plana, pero la mayoría de las cargas, como vigas, rieles, tramos de madera, postes señalizadores, etc., son lo suficientemente rígidos como para que solo necesiten apoyarse a intervalos, no continuamente sobre una plataforma de tablones plana. El espacio entre las vigas deja espacio para cadenas de amarre o correas de elevación, lo que hace que sea más fácil trabajar con el diseño del refuerzo que con una plataforma completamente plana.
La mayoría de los diseños también tenían stanchions, que son barras de acero verticales extraíbles para evitar que una carga ruede o se deslice hacia los lados. Podrían fijarse a través de los refuerzos o insertarse en cavidades a lo largo de las vigas del borde del cuerpo del vagón para bolsillos visibles, pero vacíos
Los vagones de refuerzo son relativamente livianos. Los vagones pozo más pesados, utilizados para cargas de maquinaria, tenían vigas laterales más profundas y fuertes. Tenían un perfil lateral acodado, de modo que el centro de gravedad de la carga era más bajo. Los refuerzos de bogie podrían transportar cargas típicas de 

## Vagones de ferrocarril
Los refuerzos de bogie fueron particularmente útiles para cargas de paso permanentes, como riel. Muchos de estos vagones no formaban parte del stock comercial del ferrocarril, pero se incluyeron como parte del stock departamental (stock utilizado para obras de ingeniería en el propio ferrocarril).
Los códigos para estos vagones incluían 'Salmon', Bobol y 'Gane'
Se han conservado varios vagones de apoyo bogie en los ferrocarriles de herencia británica, ya que son convenientes para mover rieles, postes de telégrafo y otras vías permanentes cargas.